# 32-я церемония «Грэмми»
32-я церемония вручения премий «Грэмми» состоялась 21 февраля 1990 года в Shrine Auditorium, Лос-Анджелес. Две главные премии за Лучшую запись и Песню года получила песня «Wind Beneath My Wings» американской актрисы и певицы Бетт Мидлер. 4 «Грэмми» выиграла певица Бонни Рэйтт, в том числе в категории Альбом года за её диск «Nick of Time». Эта церемония отличилась тем, что позднее были отменены результаты награждения в номинации Лучшему новому исполнителю. В ноябре 1990 года своей премии лишилась группа Milli Vanilli, когда выяснилась, что они пели под фонограмму с чужим вокалом.

## Основная категория
- Запись года
  - Ариф Мардин (продюсер) Бетт Мидлер за «Wind Beneath My Wings»
- Альбом года
  - Don Was (продюсер) и Бонни Рэйтт за альбом «Nick of Time»
- Песня года
  - Jeff Silbar & Larry Henley (авторы) за песню «Wind Beneath My Wings» в исполнении Бетт Мидлер

## Классическая музыка

### Лучший классический альбом
- Wolf Erichson (продюсер) & the Emerson String Quartet за альбом Bartók: 6 String Quartets

## Поп

### Лучшее женское вокальное поп-исполнение
- Бонни Рэйтт — «Nick of Time»

### Лучшее мужское вокальное поп-исполнение
- Майкл Болтон — «How Am I Supposed to Live Without You»

## R&B

### Лучшее женское вокальное R&B-исполнение
- Анита Бейкер — «Just Because»

### Лучшее мужское вокальное R&B-исполнение
- Бобби Браун — «Every Little Step»

## Рок

### Лучшее женское вокальное рок-исполнение
- Бонни Рэйтт — «Nick of Time»

### Лучшее мужское вокальное рок-исполнение
- Дон Хенли — «The End of the Innocence»

### Лучшее вокальное рок-исполнение дуэтом или группой
- Traveling Wilburys — «Traveling Wilburys Vol. 1»

### Лучшее хард-рок-исполнение
- Living Colour — «Cult of Personality»

### Лучшее метал-исполнение
- Metallica — «One»

## Джаз

### Лучшее мужское джаз-исполнение
- Гарри Конник-мл. — «When Harry Met Sally»

## Музыкальное Видео

### Лучшее короткое музыкальное видео
- Jim Blashfield, Paul Diener, Frank DiLeo, Jerry Kramer, (продюсеры), Jim Blashfield (режиссёр) & Майкл Джексон — «Leave Me Alone»
  - Среди номинантов была Эния — «Orinoco Flow (Sail Away)»